# Бибер (музичка група)
Бибер је музички састав из Србије, који компонује и изводи амбијенталну, електронску, популарну и рок музику ослањајући се на балканске традиционалне мотиве. Састав предводи Растко Аксентијевић, композитор и извођач на неколико жичаних инструмената, а чине га још клавијатуриста и програмер Милорад Коцић, те водећи вокал и жичани инструменталиста Дамњан Аксентијевић (Растков брат) и инжењер звука Горан Шимпрага. „Бибер“ често у својим композицијама, на пример вокалним или већ према потреби, ангажује и друге извођаче. Са „Бибером“ се могу чути и Мики Перић, Милош Николић, Драгослав-Павле Аксентијевић и други.
За разлику од бројних других српских етно састава, „Бибер“ никада није имао потребу за традиционалном костимографијом јер се и поред снажног ослањања на изворне народне мотиве од почетка јасно одређивао пре свега као модеран рок бенд. Растко Аксентијевић је син чувеног појца старословенске и црквене музике Драгослава-Павла Аксентијевића а скупа са оцем и братом Дамњаном је део групе „Запис“ која се бави управо изворном српском музиком. Академски је образован на класичној гитари, а на „Биберовом“ албуму је поред ње свирао и на шаргији, сазу и тамбурама. Растко је на сазу свирао и као члан састава „Ад хок оркестар“ који је пратио Жељка Јоксимовића у песми Лане моје која је освојила друго место на Песми Евровизије 2004.
Први сингл и вероватно најзапаженија до сада песма „Бибера“ била је етно балада Где си било јаре моје, у извођењу Јелене Томашевић. За ову песму састав је снимио и спот са манекенком Иваном Станковић. Уследио је потом и албум првенац „Бибер“ за Сити рекордс 2004, за који су на херцегновским „Сунчаним скалама“ добили награду за најбољи етно албум. „Бибер“ је за овај албум приредио како групу песама ношених Томашевићевиним вокалом (Где си било јаре моје, Чије је оно девојче, Gipsy,...) те такође веома запажену Змај прелеће отворену гајдама те појањем Павла Аксентијевића праћеним Јелениним гласом, тако и низ техно-плесних инструменталних композиција на етно основама (Турта, Ситан бибер, Скундринка, Drum'n'bass,...). У разним песмама „Бибер“ истиче егзотичне инструменте попут кавала, шаргије, саза, потом фрулу, тамбуре, а у појединим нумерама певају и на енглеском језику или се дотичу и далекоисточних мотива. Јелена Томашевић је након сарадње са „Бибером“ победила на Беовизији 2005. и заузела друго место на Европесми-Еуропјесми 2005. самосталном изведбом песме Јутро.
Свирали су у иностранству, на новосадском „Егзиту“ и бројним другим фестивалима, а на Беовизији и Европесми-Еуропјесми 2006. наступили су са песмом Капија (6. и 12. место).
Учествовали су на "Песми за Евровизију '22" и ушли су у финале са песмом "Две године и шес' дана" коју је написао Бајага.

## Дискографија
Албуми
- Бибер (2004)
- Бибер 2 (2016)
- 3 (2019)

Синглови
- Капија (2006)
- Сватови (feat. DJ Niko Bravo) (2018)
- Две године и шес' дана (2022)
- Да ми се вратиш (2025)

## Награде и номинације
| Година | Награда                 | Категорија | Рад                    | Исход     | Реф.  |
| ------ | ----------------------- | ---------- | ---------------------- | --------- | ----- |
| 2006.  | Беовизија               |            | Капија                 | 6. место  |       |
| 2006.  | Европесма-Еуропјесма    | 12. место  | Капија                 |           |       |
| 2018.  | Беовизија               |            | Сватови                | 4. место  | [ 2 ] |
| 2022.  | Песма за Евровизију ’22 |            | Две године и шес’ дана | 15. место | [ 3 ] |

## Фестивали
- Капија, Беовизија 2006, 6. место
- Капија, Европесма-Еуропјесма 2006, 12. место
- Сватови (feat. DJ Niko Bravo), Беовизија 2018, 4. место
- Две године и шес' дана, Песма за Евровизију 2022, 15. место
- Да ми се вратиш, Песма за Евровизију 2025, TBА